# Один сен (монета Японии)
Один сен — монета Японии, достоинством 1⁄100 иены. Один сен в свою очередь делился на 10 ринов. Монеты номиналом один сен были впервые выпущены в обращение в 1873 году (6 год эпохи Мэйдзи). Помимо изменения сплава и некоторых элементов монеты, до конца эпохи она сохраняла прежний размер и вес. Несмотря на это, вес и размер монет были изменены в 1916 году, что было вызвано подорожанием металлов в связи с началом Первой Мировой войны. После 1930-х годов различные металлы являлись стратегически важными для Японии, которая вела активную милитаристскую деятельность, в связи с чем дизайн, размер и вес монет претерпели значительные изменения.
Бронза была первым сплавом, использованным для чеканки монет, но в течение 1938 года она была заменена латунью, а затем алюминием. Монеты в один сен стали легче и уменьшились в размерах, поскольку Вторая мировая война вызвала спрос на материалы для производства военных товаров. Последние монеты номиналом один сен чеканились с 1944 по 1945 год с использованием сплава на основе олова и цинка. Выпуск монет был прекращён после войны, они были демонетизированы в 1956 году.

## История

### Мэйдзи и Тайсë (1873—1924 г.)

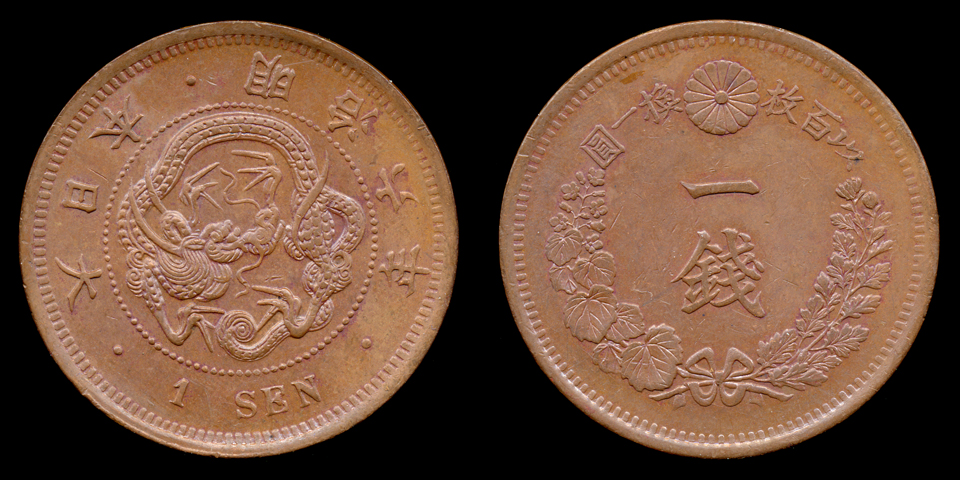
Монета номиналом один сен эпохи Мэйдзи.

Монеты номиналом один сен вместе с двенадцатью другими номиналами были введены в обращение актом правительства Мэйдзи подписанным 27 июня 1871 года. Эти монеты стали частью новой десятичной системы Японии, созданной по западному образцу и основанной на разделении иены на вспомогательные единицы сен и рин. В 1869—1870-х годах (2-3 годы Мэйдзи) были отчеканены первые пробные монеты. Они не были выпущены в обращение сразу, поскольку технология массового производства монет была не развитой. Монеты в один сен были всё же введены в обращение 29 августа 1873 года. Они чеканились из меди, весили 7,13 г и имели диаметр 27,9 мм. На аверсе первого дизайна монеты номиналом один сен находился дракон, дата правления и надпись «1 сен» на английском языке. На реверсе находился номинал «1 сен» (написанный на кандзи), расположенный в центре внутри венка из рисовых стеблей. В верхней части монеты была расположена печать хризантемы, по бокам от которой находились слова «100 за одну иену» на кандзи.
Производство продолжалось несколько лет, прежде чем было остановлено в 1878—1879 годах. Предполагается, что последствия на чеканку монет могло оказать восстание Сацума. Когда производство возобновилось в 1880 году, дизайн чешуек дракона на аверсе монеты были немного изменён. Монеты номиналом один сен с этим слегка изменённым дизайном продолжали чеканиться до 1888 года. Чеканка монет была приостановлена из-за их переизбытка.
Японское правительство официально перешло на золотой стандарт 1 октября 1897 года, были приняты новые законы о чеканке монет, которые включали уменьшение содержания меди в монетах номиналом один сен на 3 %, в то время как их вес и размер монет остались такими же. Также, был значительно изменён дизайн монет, в частности же, на аверсе монеты дракон был заменён на венок из рисовых стеблей, а на реверсе появились стилизованные солнечные лучи. Дракон был удалён из-за начавшейся первой Японо-Китайской войны, в связи с чем он, как символ Китая уже не рассматривался положительно.
С этим дизайном монеты достоинством один сен продолжали чеканиться для обращения до 1902 года. Хотя монеты, датированные 1906 и 1909 годами, были отчеканены, ни одна из них не была выпущена в обращение. Производство возобновилось при императоре Тайсё в 1913 году, но в следующем году началась Первая мировая война. Из-за роста стоимости металла для производства монет достоинством один сен их изготовление стало более затратным, а их большой размер затруднял распространение. В 1916 году были выпущены монеты диаметром 23.03 мм и весом 3,75 г. На этих монетах был изображён цветок павлонии, которая считалась символом либерально-демократического движения, и изображение которой на монете подверглось критике со стороны правого движения. Монеты достоинством один сен с этим дизайном продолжали чеканить до 1924 года без каких-либо дополнительных изменений.

### Сёва (1927—1953 г.)
Монеты достоинством один сен снова чеканились во второй год правления императора Сёва (1927) с использованием дизайна с изображением павловнии введённым в эпоху Тайсё. 1 июня 1938 года были выпущены новые латунные монеты с изображением вороны на аверсе, которые заменили старые медные монеты с изображением цветка павловнии 1 июня 1938 года. В качестве металла была выбрана латунь из-за того, что монеты старого образца содержали олово, которое было важным военным металлом, не производимым в Японии. 29 ноября 1938 года закон был пересмотрен, и монеты в один сен стали чеканить из алюминия, поскольку медь была нужна для производства боеприпасов. Диаметр монеты в один сен был уменьшен с 23 до 17,6 мм, а вес снизился с 3,75 до 0,90 грамма. Хотя теперь монеты стали меньше и легче, их дизайн не изменился.
Монеты номиналом в один сен из алюминия производились в больших количествах. Дизайн монет в один сен снова изменился в 1941 году, на их реверсе появилось изображение горы Фудзиямы. Диаметр монеты был уменьшен с 17,6 до 16 мм, а вес снизился с 0,90 до 0,65 грамм. В апреле 1943 года японское правительство объявило о планах использовать олово в составе монет, поскольку алюминий был необходим для военных целей. Из-за этого вес монет уменьшился с 0,65 до 0,55 г.
С марта 1944 года монеты в 1 сен начали чеканиться из сплава олова и цинка. На аверсе монет нового дизайна находились герб хризантемы и номинал. Выбор олова как металла для чеканки монет был обусловлен тем, что олово, несмотря на свою чувствительность к теплу и мягкость, в изобилии производилось в оккупированной Японией Юго-Восточной Азии, а также по причине отсутствия достойных альтернатив металлу.

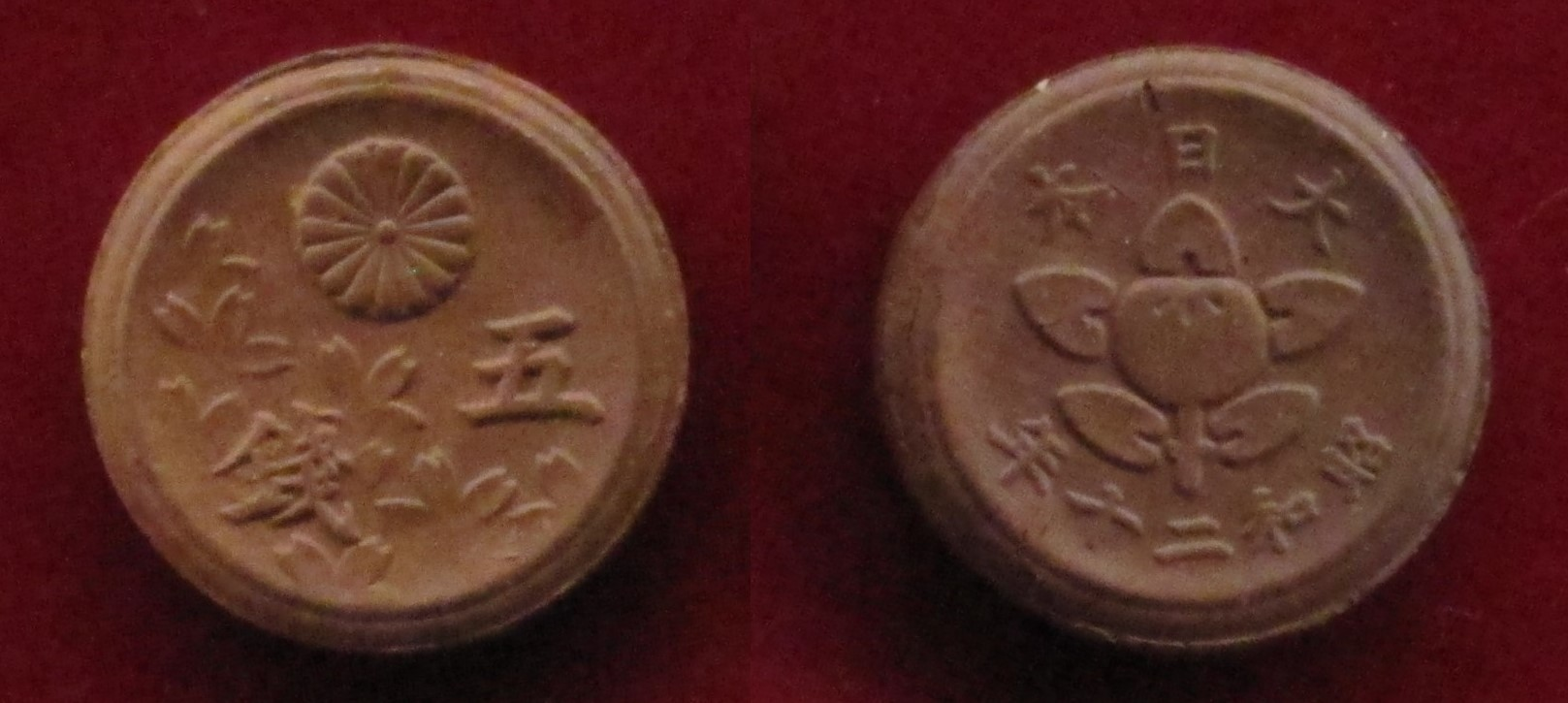
Экспериментальная японская монета из фарфора неофициально выпущенная в конце Второй Мировой войны.

Чеканка монет номиналом один сен была прекращена в 1945 году из-за морских блокад Японии, в связи с чем запасы олова были истощены. В последние месяцы войны была предпринята попытка изготовления монет из фарфора. Они никогда официально не выпускались и впоследствии были уничтожены. Монеты достоинством один сен были официально изъяты из обращения 31 декабря 1953 года, когда японское правительство приняло закон об отмене чеканки дополнительных монет в пользу иены (Small Currency Disposition and Fractional Rounding in Payments Act). К этому времени чрезмерная послевоенная инфляция сделала их ненужными, поскольку они редко встречались в обращении.

## Состав
Ниже представлен состав монет номиналом один рин.
| Годы      | Состав                             |
| --------- | ---------------------------------- |
| 1873-1888 | 98 % Медь, 2 % Олово и Цинк        |
| 1898-1938 | 95 % Медь, 4 % Олово, 1 % Алюминий |
| 1938      | 90 % Медь, 10 % Цинк               |
| 1938-1943 | 100 % Алюминий                     |
| 1944-1945 | 50 % Олово, 50 % Цинк              |

## Тираж

### Мэйдзи

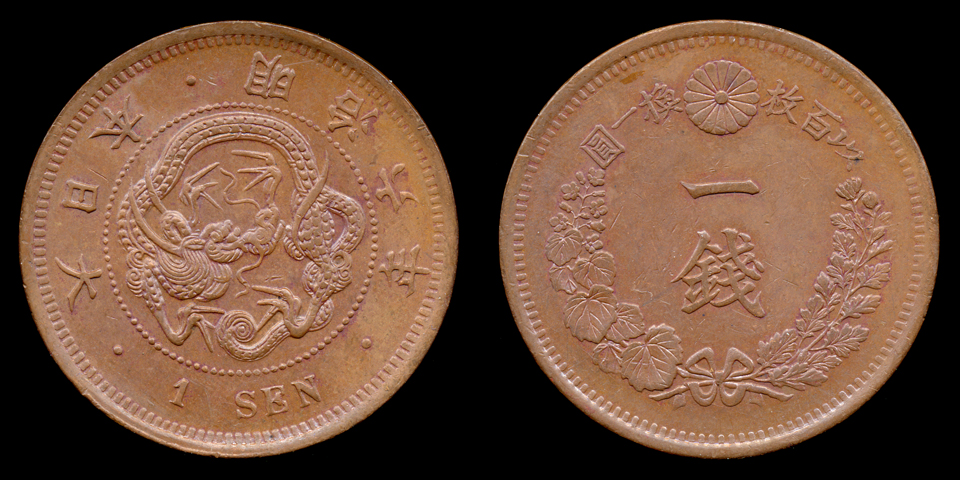
Монета номиналом в один сен 1873 года.
Вариант 1 — (1873—1892).

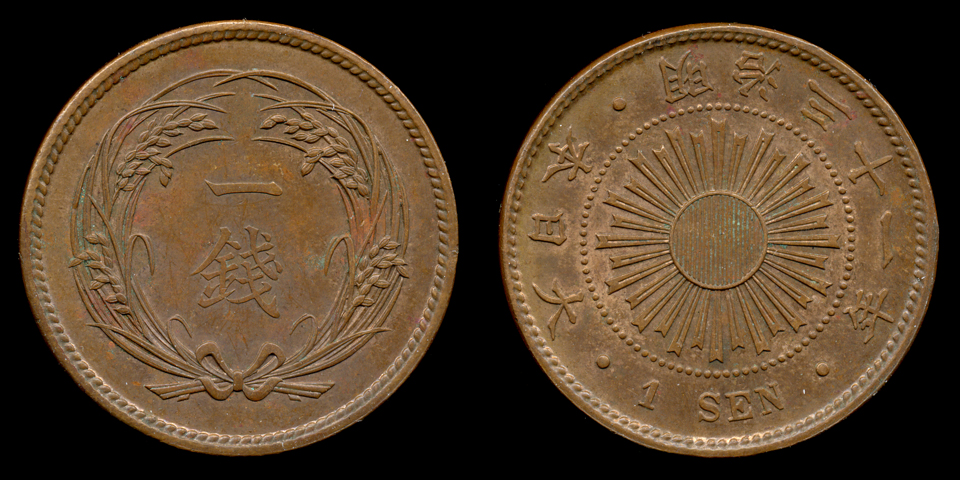
Монета номиналом один сен 1898 года.
Вариант 2 — (1898—1909).

Ниже представлены тиражи монет номиналом один сен эпохи Мэйдзи. Все даты начинаются с японского символа 明治 (Мэйдзи), за которым следует год его правления, в который была отчеканена монета.
| Год правления | Японская дата | Григорианская дата | Тираж                      |
| ------------- | ------------- | ------------------ | -------------------------- |
| 6             | 六            | 1873               | 1 301 486                  |
| 7             | 七            | 1874               | 25 564 953                 |
| 8             | 八            | 1875               | 32 832 038                 |
| 9             | 九            | 1876               | 38 048 906                 |
| 10            | 十            | 1877               | 98 041 824                 |
| 13            | 三十          | 1880               | 33 947 810                 |
| 14            | 四十          | 1881               | 16 123 612                 |
| 15            | 五十          | 1882               | 19 150 666                 |
| 16            | 六十          | 1883               | 47 613 017                 |
| 17            | 七十          | 1884               | 53 702 768                 |
| 18            | 八十          | 1885               | 46 846 352                 |
| 19            | 九十          | 1886               | 26 886 198                 |
| 20            | 十二          | 1887               | 22 249 580                 |
| 21            | 一十二        | 1888               | 25 864 939                 |
| 25            | 五十二        | 1892               | Не встречалась в обращении |
| 31            | 一十三        | 1898               | 3 649 448                  |
| 32            | 二十三        | 1899               | 9 764 028                  |
| 33            | 三十三        | 1900               | 3 086 524                  |
| 34            | 四十三        | 1901               | 5 555 155                  |
| 35            | 五十三        | 1902               | 4 444 845                  |
| 39            | 九十三        | 1906               | Не встречалась в обращении |
| 42            | 二十四        | 1909               | Не встречалась в обращении |

### Тайсë

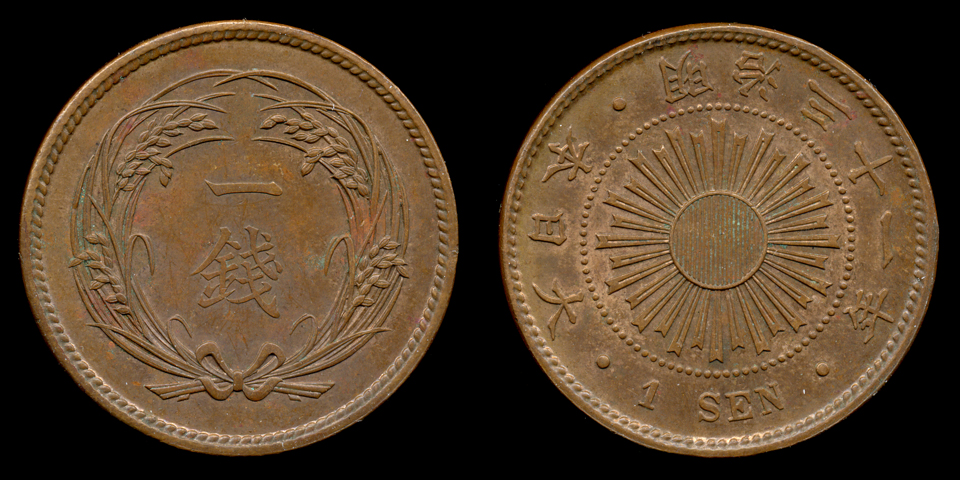
Монета номиналом один сен.
Вариант 1 — (1913—1915).

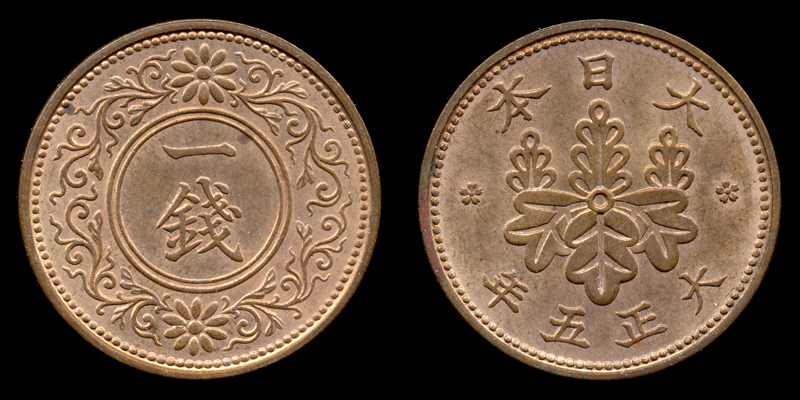
Монета номиналом один сен 1916 года.
Вариант 2 — (1916—1924).

Ниже представлены тиражи монет номиналом один сен эпохи Тайсё. Все даты начинаются с японского символа 大正 (Тайсё), за которым следует год его правления, в который была отчеканена монета.
| Год правления | Японская дата | Григорианская дата | Тираж       |
| ------------- | ------------- | ------------------ | ----------- |
| 2             | 二            | 1913               | 15 000 000  |
| 3             | 三            | 1914               | 10 000 000  |
| 4             | 四            | 1915               | 13 000 000  |
| 5             | 五            | 1916               | 19 193 946  |
| 6             | 六            | 1917               | 27 183 078  |
| 7             | 七            | 1918               | 121 794 756 |
| 8             | 八            | 1919               | 209 959 359 |
| 9             | 九            | 1920               | 118 829 256 |
| 10            | 十            | 1921               | 252 440 000 |
| 11            | 一十          | 1922               | 253 210 000 |
| 12            | 二十          | 1923               | 155 500 000 |
| 13            | 三十          | 1924               | 106 250 000 |

### Сёва
Ниже представлены тиражи монет номиналом один сен эпохи Сёва. Все даты начинаются с японского символа 昭和 (Сёва), за которым следует год его правления, в который была отчеканена монета.
| Год правления | Японская дата | Григорианская дата  | Тираж         |
| ------------- | ------------- | ------------------- | ------------- |
| 2             | 二            | 1927                | 26,500,000    |
| 4             | 四            | 1929                | 3,000,000     |
| 5             | 五            | 1930                | 5,000,000     |
| 6             | 六            | 1931                | 25,001,222    |
| 7             | 七            | 1932                | 35,066,715    |
| 8             | 八            | 1933                | 38,936,907    |
| 9             | 九            | 1934                | 100,004,950   |
| 10            | 十            | 1935                | 200,009,912   |
| 11            | 一十          | 1936                | 109,170,428   |
| 12            | 二十          | 1937                | 133,196,568   |
| 13            | 三十          | 1938 Тип 1 Бронза   | 87,649,338    |
| 13            | 三十          | 1938 Тип 2 латунь   | 113,600,000   |
| 13            | 三十          | 1938 Тип 3 Алюминий | 45,502,266    |
| 14            | 四十          | 1939                | 444,602,146   |
| 15            | 五十          | 1940                | 601,110,015   |
| 16            | 六十          | 1941                | 1,016,620,734 |
| 17            | 七十          | 1942                | 119,709,832   |
| 18            | 八十          | 1943                | 1,163,949,434 |
| 18            | 八十          | 1943                | 627,160,000   |
| 19            | 九十          | 1944                | 1,629,580,000 |
| 20            | 十二          | 1945                | 1,629,580,000 |

## Дизайн эпохи Сёва
В эпоху Сёва для монеты в 1 сен использовалось пять различных дизайнов (не включая пробных монет).
| Изображение | Дата                   | Диаметр | Масса |
| ----------- | ---------------------- | ------- | ----- |
|             | 1927—1938 (2–13 годы)  | 23.0мм  | 3.75г |
|             | 1938 (13 год)          | 23.0мм  | 3.75г |
|             | 1938—1940 (13–15 годы) | 17.6мм  | 0.90г |
|             | 1941—1943 (16–18 годы) | 16.0мм  | 0.65г |
|             | 1943 (18 год)          | 16.0мм  | 0.55г |
|             | 1944—1945 (19–20 годы) | 15.0мм  | 1.30г |